# Hyptis minutifolia
Hyptis minutifolia là một loài thực vật có hoa trong họ Hoa môi. Loài này được Griseb. mô tả khoa học đầu tiên năm 1866.